# Burcardo I di Svevia
Burcardo I (tra l'850 e l'855 – 5 o 23 novembre 911) fu duca di Svevia dal 909 fino alla sua morte. Fu anche margravio di Rezia, oltre a conte di Turgovia e Baar.

## Biografia
Burcardo era il figlio di Adalberto II l'illustre, conte di Turgovia, nipote di Unfrido d'Istria, e sua moglie Giuditta del Friuli; era dunque un membro della dinastia degli Hunfridingi. Nel 900, Burcardo era già il nobile più potente d'Alamannia. In un atto del 904 apparve come Vogt dei possedimenti svevi dell'abbazia di Lorsch. Succedette al rampollo Ruadulf dei Welf della Raetia. Burcardo venne menzionato come marchio (magravio) nel 903 e dux (duca) nel 909.
Per aumentare ulteriormente la sua influenza, Burcardo entrò in conflitto con il conte palatino di Svevia Ercangero e il vescovo Salomone III di Costanza, che erano entrambi fedeli sostenitori del futuro re dei Franchi orientali Corrado I. Burcardo fu catturato e accusato di alto tradimento. Fu dichiarato colpevole da un consiglio tribale e giustiziato insieme a suo fratello, il conte Adalberto III di Turgovia.
Suo figlio, Burcardo II, e sua nuora, Regelinda, partirono per il Regnum Italicum, in esilio o rifugiandosi dai nuovi padroni della Svevia. I loro possedimenti retici furono persi, anche se in seguito recuperati. Il conte palatino Ercangero si proclamò duca di Svevia nel 915.

## Matrimonio e figli
Attorno all'882 Burcardo sposò una Liutgarda (forse la principessa ottoniana Liutgarda di Sassonia, vedova del re Ludovico III il Giovane) ed ebbe i seguenti figli:
- Burcardo II[6] (883 o 884 – Novara, 29 aprile 926), divenne duca di Svevia nel 917;
- Dietpirch, conosciuta anche come Teoberga († dopo il 923), che sposò Upaldo[7], conte di Dillingen († 909); tra i loro figli ci fu anche Ulrico di Augusta[8];
- Ulrico o Udalrico[6] (884/885 – 30 settembre 885), conte di Thurgau e Zürichgau.